# Gavin Colby
Gavin Colby es un deportista australiano que compitió en vela en la clase Tornado. Ganó una medalla de plata en el Campeonato Mundial de Tornado de 2016.

## Palmarés internacional
| Campeonato Mundial | Campeonato Mundial | Campeonato Mundial | Campeonato Mundial |
| Año                | Lugar              | Medalla            | Clase              |
| ------------------ | ------------------ | ------------------ | ------------------ |
| 2016               | Lindau (Alemania)  | Medalla de plata   | Tornado            |